# سپیدمهره‌واران
سپیدمهره‌واران (نام علمی: Cypraeoidea) نام یک بالاخانواده از راسته پیرابندریختان است.